# NGC 7628
NGC 7628 (другие обозначения — PGC 71153, UGC 12534, MCG 4-55-5, ZWG 476.14) — эллиптическая галактика (E) в созвездии Пегас.
Этот объект входит в число перечисленных в оригинальной редакции «Нового общего каталога».